# Jestřáb lesní
Jestřáb lesní (Astur gentilis, dříve jako Accipiter gentilis) je středně velký druh dravce z čeledi jestřábovitých (Accipitridae).

## Taxonomie
Rozlišuje se 8 poddruhů:
- A. g. gentilis (Linnaeus, 1758) – Evropa, severozápadní Afrika
- A. g. arrigonii (Kleinschmidt, 1903) – Korsika, Sardinie
- A. g. buteoides (Menzbier, 1882) – severní Evropa a Asie od Švédska východně po řeku Lenu
- A. g. albidus (Menzbier, 1882) – severovýchodní Sibiř
- A. g. schvedowi (Menzbier, 1882) – Asie od Uralu východně po Sachalin a Kurily a jižně po střední Čínu
- A. g. fujiyamae (Swann & Hartert, 1923) – Japonsko
- A. g. atricapillus (Wilson, 1812) – Severní Amerika
- A. g. laingi (Taverner, 1940) – Haida Gwaii, Vancouver

## Popis
Jestřáb lesní je největší druh rodu Astur. Samice dosahuje přibližně velikosti káně (délka těla 58–64 cm, rozpětí křídel 108–120 cm), samec je zhruba o třetinu menší (délka těla 49–56 cm, rozpětí křídel 90–105 cm). Hmotnost samce se pohybuje mezi 517–1170 g (průměrně cca 760 g), samice v rozmezí 820–1760 g (průměrně cca 1200 g). Má krátká zakulacená křídla a dlouhý ocas, umožňující rychlé manévrování a prudké otočky v hustém lese. Svrchu je modrošedý (samec) nebo šedohnědý (samice), zespodu bílý, jemně černě proužkovaný. Temeno a tváře tmavé, kontrastující s výrazným bílým nadočním proužkem. Mladý pták je svrchu hnědý a zespodu béžově bílý s řídkým hnědým čárkováním. Nohy jsou žluté, duhovka dospělého oranžová až červená, mladého bledě nažloutlá.
V Evropě může být zaměněn s podobným, ale výrazně menším krahujcem obecným. V letu se liší o něco delšími a špičatějšími křídly, oblejšími cípy ocasu, širším kořenem ocasu a více vyčnívající hlavou, vsedě jsou důležitým rozpoznávacím znakem nohy, které jsou u jestřába lesního přibližně 3× silnější.
Mimo hnízdní období se téměř neozývá, na hnízdišti vydává pronikavé „kekekekekekekekeke“.

## Rozšíření, populace
Jestřáb lesní má holarktický typ rozšíření v lesním pásmu severní polokoule. Je převážně stálý nebo potulný, pouze nejsevernější populace jsou zčásti tažné. Žije skrytě v lesích, hlavně ve vzrostlých jehličnatých porostech, za potravou občas zaletuje i do otevřené krajiny.
V průběhu 19. a 20. století došlo v Evropě k výraznému poklesu stavů, zapříčiněnému hlavně intenzivním pronásledováním a od 50. let 20. století také používáním pesticidů. V posledních desetiletích evropská populace mírně narůstá, v roce 2004 zde hnízdilo více než 160 000 párů. Zpráva IUCN z roku 2016 hovoří o 166 000 až 220 000 párech v Evropě a celkovou světovou populaci odhaduje na 1 280 000 až 1 690 000 dospělých jedinců.

## Výskyt v Česku
V ČR hnízdí na celém území, spíše v lesnaté kulturní krajině, v nesouvislých lesích v podhůřích a v lužních lesích než uvnitř hlubokých lesů v horách. Nejvýše vystupuje v Jeseníkách do 1200–1300 m n. m. a na Šumavě do 1150 m. Celková početnost se i přes zákonnou ochranu nadále snižuje; v letech 1985–89 v ČR hnízdilo 2000–2800 párů a v letech 2001–03 1800–2500 párů.

## Potrava
Živí se hlavně ptáky a savci, výjimečně požírá i plazy, bezobratlé a mršiny. Složení potravy se liší dle ročního období a místní nabídky. Na jaře a v létě loví hlavně lesní druhy ptáků, na podzim a v zimě v potravě postupně roste podíl savců, hlavně drobných hlodavců, a přibývá též ptáků otevřené krajiny.
Na hnízdech v Polsku bylo z 1539 kusů kořisti 94 % ptáků, nejčastěji sojka (19 %), holubovití (18 %), drozdovití (14 %) a datlovití (6 %). Na hnízdech v ČR byli zjištěni holubovití (hlavně holub hřivnáč a holub domácí; 30,1 %), krkavcovití (nejčastěji sojka; 16,9 %), drozdovití (nejvíce drozd zpěvný; 21,9 %), ostatní pěvci (5,9 %), dravci (2,3 %), sovy (3,7 %), veverka (3,2 %). Podíl drobné lovné zvěře (kachna divoká, koroptev polní, bažant obecný, zajíc polní) dosahoval celkem 11 %. Ve Walesu tvořili potravu jestřábů v průběhu hnízdního období z 87 % ptáci a ze 13 % savci; z ptáků převažovali holub domácí, holub hřivnáč, vrána, havran, straka, sojka, drozd brávník, drozd zpěvný a kos černý, ze savců veverka popelavá a králík divoký. V původnějších podmínkách severní Evropy jsou hlavní potravou lesní kurové.
Denní spotřeba potravy odpovídá 14 % tělesné hmotnosti. Loví většinou na volnějších místech v lese, méně i na otevřených prostranstvích mimo les. Kořist vyhlíží za letu nevysoko nad porostem nebo vsedě z pozorovatelny a chytá ji po prudkém výpadu do napřažených pařátů.

## Hnízdění
Hnízdí jednotlivě a teritoriálně. Páry jsou stálé a trvale udržují i stejný domovský okrsek o rozloze přibližně 5 km². Obvykle od března, ale někdy i koncem zimy nebo již na podzim předvádí nad hnízdištěm svatební lety, během kterých několikrát mocně udeří křídly a následně kolmo vzletí s roztaženými křídly a ocasem.

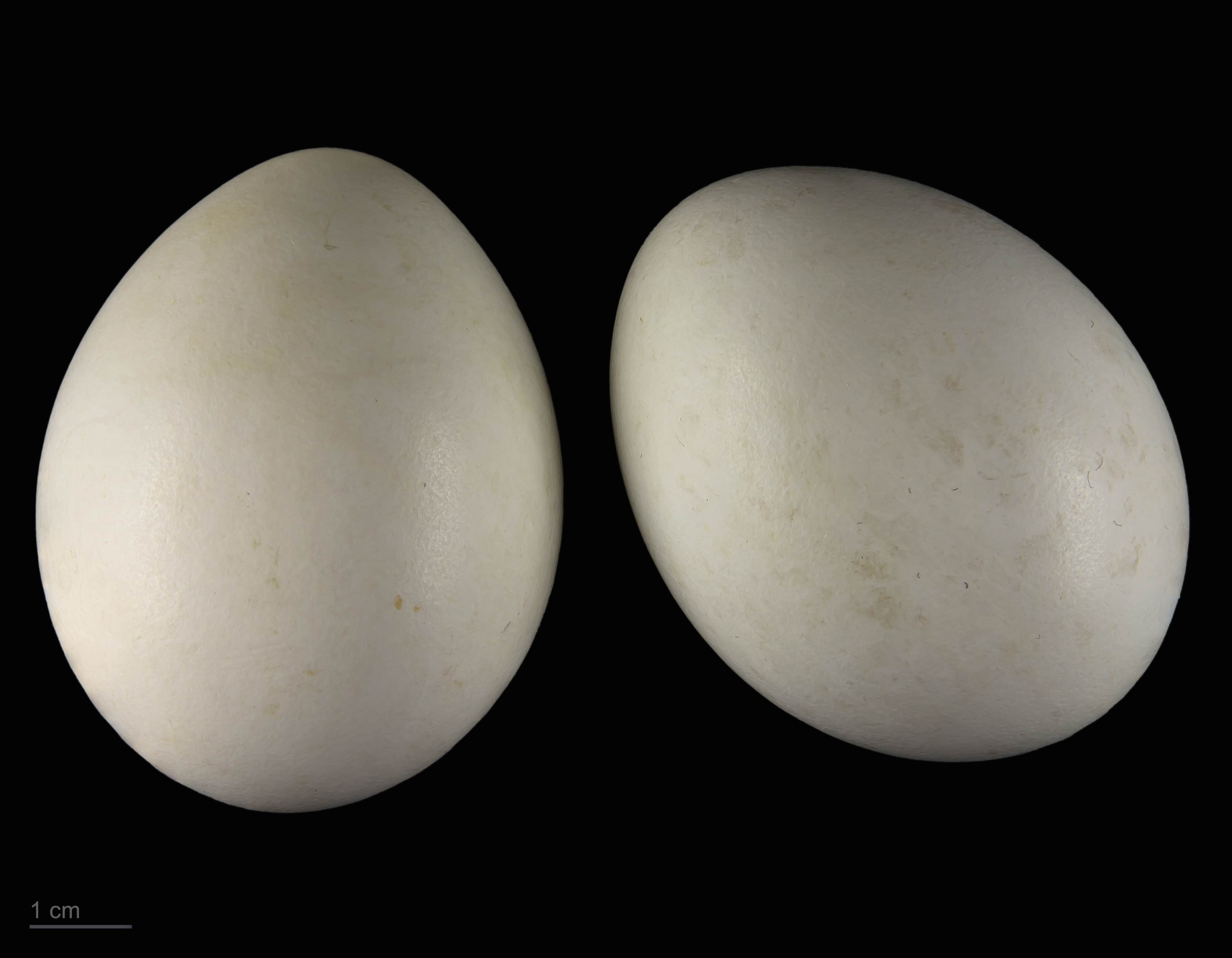
Vejce jestřába lesního (Astur gentilis)

Hnízdo je na vysokých stromech, u kmene i v rozsoše silnějších větví, většinou v odlehlejších částech starých porostů, ale někdy i zcela nekryto. V ČR bylo nejčastěji zjištěno na jehličnanech (smrku, jedli, borovici) ve výšce 15–20 m. V revíru obvykle buduje několik hnízd, která nepravidelně střídá. Stavebním materiálem jsou větve, kotlinka je vystlána trávou, stonky nebo kousky kůry. Hnízdo staví oba ptáci. Hnízdí 1× ročně od března do května. Snůška čítá 2–4 (1–5) světle nazelenale modrých nebo světle šedých vajec o rozměrech 57,2 × 45,1 mm a hmotnosti kolem 51 g. Snášena jsou obvykle ve dvoudenních intervalech a sezení začíná nejspíš od snesení prvního vejce. Inkubace trvá 35–40 dnů, sedí převážně samice, které samec 1–2× denně přináší potravu a přitom ji na hnízdě střídá, aby se mohla proletět. Své hnízdo si prudce brání a útočí přitom i na větší druhy dravců. Mláďata jsou prvních 8–10 dnů zahřívána samicí, která jim také trhá potravu přinášenou samcem, později loví oba rodiče. Denně jsou mláďata krmena 3–5×. Hnízdo opouštějí po 36–40 dnech, v 43 dnech dosahují vzletnosti a krmena jsou až do stáří 70 dnů, poté z hnízdního revíru mizí. Pohlavní dospělosti dosahují zpravidla ve 2. roce, ale někdy již v průběhu 1. roku života.
Hnízdní úspěšnost je 73 %, velká část ztrát je způsobena přímým pronásledováním (vybírání hnízd, odstřel). Úmrtnost v prvním roce života je 80 %, ve druhém 50 % a v dalších letech 40 %. Nejvyšší známý věk okroužkovaného ptáka je 19 let.

## Ohrožení, ochrana
V 19. a 20. století došlo k výraznému úbytku populace tohoto dravce v důsledku pronásledování a odlesňování. Tento trend se ještě zvýraznil v 50. a 60. letech 20. století, kdy se do tohoto procesu zapojily pesticidy a otravy těžkými kovy. Nicméně populace a území výskytu jestřába je stále velmi rozsáhlé, a tudíž je IUCN hodnocen jako druh málo dotčený.
Jestřáb lesní myslivci byl a některými stále je považován za škodnou zvěř a byl proto po staletí intenzivně pronásledován a odchytáván do zvláštních pastí, tzv. jestřábích košů. Negativní vliv na populace drobné zvěře nebyl nikdy vědecky prokázán, určité škody může místy působit na domácí drůbeži, lze jim však předcházet preventivní ochranou drůbeže. Patří mezi druhy často používané v sokolnictví. V ČR je dle vyhlášky č. 395/1992 Sb. zvláště chráněn jako ohrožený druh.